# الزايدية
الزايدية هي عبارة عن هجرة غرب الاحساء أنشئت في عام 1413 هجري وهي لقبيلة آل مرة من فخذ ال غفران ، يوجد بها مركز الزايدية ومركز صحي ومدارس، ويحدها من الشمال هجرة شجعة ومن الجنوب هجرة فظيلة ومن الغرب الحوية ،
ويوجد مرفق للخدمات الغذائية والبتروليه (محطه) موقع الهجرة مميز جدا حيث أنه قريب من الحوية وقريب من الاحساء، ويقع بين هجرتي شجعة وفضيلة.